# Akosua Adoma Owusu
« Akosua Adoma Owusu » redirige ici. Ne pas confondre avec Adoma Akosua ni Akosua Adoma Perbi.
Pour les articles homonymes, voir Owusu.
Akosua Adoma Owusu, née le 1er janvier 1984, est une cinéaste ghanéenne-américaine d'avant-garde et une productrice dont les films sont diffusés dans le monde entier. Elle a cherché notamment à visualiser cette  triple conscience de l'africaine vivant aux États-Unis, ce terme de triple conscience faisant référence au texte de 1903  de  W. E. B. Du Bois’ :The Souls of Black Folk (« les Âmes du peuple noir »). W.E.B. Du Bois parlait de «double conscience» en évoquant l'expérience des noirs américains, pris entre leur assimilation possible à la communauté américaine  et leur histoire, leurs singularités. Akosua Adoma Owusu évoque cette triple conscience à laquelle doit faire face une africaine immigrée aux États-Unis,  qui est tenté de s'assimiler à la culture américaine prédominante, qui est identifiée aux afro-américains par la couleur de sa peau mais qui ne s'identifie pas complètement à leur histoire, et qui a sa propre culture africaine ,.

## Biographie
Née  le 1er janvier 1984 de parents ghanéens, Akosua Adoma Owusu grandit dans une communauté d'immigrants d'Alexandria, en Virginie. Elle est la plus jeune de la fratrie. Elle suit des études supérieures en art cinématographique, film et vidéos, au  California Institute of the Arts et à l'Université de Virginie, où elle  étudie notamment sous la supervision du cinéaste Kevin Jerome Everson.
Elle s'impose ensuite, progressivement, selon Indiewire comme l'une des principales femmes cinéastes avant-gardistes, avec des films se situant entre le documentaire expérimental, le récit sur une trame de fable et le compte-rendu ethnographique,. Elle fonde  en 2007, sa société de production, Obibini Photos.
Depuis 2009, son œuvre est présentée dans des expositions internationales, parmi lesquelles, par exemple, Modern Mondays : An Evening with Akosua Adoma Owusu et Making Faces : Images of Exploitation and Empowerment in Cinema au MoMA ; L'évènement Akosua Adoma Owusu au Centre Georges Pompidou ; America Is Hard to See and Dreamlands: Immersive Cinema and Art, 1905–2016 au Whitney Museum of American Art;  Two Films by Akosua Adoma Owusu à Art + Practice  en association avec le Hammer Museum; Prospect.3: Notes for Now  à la triennale de la Nouvelle-Orléans ; etc.
En 2009 et 2010, son court métrage Me Broni Ba, portrait des salons de coiffure de Kumasi, au Ghana, remporte le prix du meilleur court métrage à la Chicago Underground Film Festival et au festival international du film d'Athènes. Il est présenté également au festival des trois continents 2009 à Nantes. Artforum répertorie Me Broni Ba comme l'un des dix meilleurs films de l'année 2010.
Son court métrage suivant, Drexciya, est inspiré par le mythe d’un groupe underground basé à Détroit, Drexciya. Il est bien accueilli à l'édition 2011 du festival de cinéma africain de Tarifa et  remporte le prix du meilleur film expérimental au Guanajuato International Film Festival à Mexico. Elle même fait partie en 2011 du jury du festival des trois continents à Nantes.
En 2013, son film, Kwaku Ananse, alliant souvenirs personnels et tradition orale africaine, est présenté à la Berlinale et remporte également le prix du meilleur court métrage de l’African Movie Academy, au Nigeria. Toujours en 2013, son film, Split Ends, I Feel Wonderful, une iconographie des coiffures afro-américaines à New York, reçoit le prix Tom Berman du cinéaste le plus prometteur au Ann Arbor Film Festival.
En 2014, son film,Black Sunshine, reçoit le soutien de Creative Capital, de Tribeca All Access, de l'IFP, de ARTE et du Berlinale World Cinema Fund. Dans une interview pour le magazine Elle (dans son édition sud-africaine), elle indique : « j'ai commencé à filmer au Ghana comme un moyen de retrouver mon histoire et mon patrimoine culturel [...] Mais quand je suis en Amérique, je me sens très Ghanéenne et quand je suis au Ghana, je me sens plus Américaine ».
En 2016, Reluctantly Queer remporte le prix du meilleur court métrage international au Baltimore International Black Film Festival. Le film est également projeté au New Directors/New Films, au festival international du film de Rotterdam, au BFI London Film Festival , et à la Berlinale 2016,.
En 2017, sa société Obibini Photos produit On Monday of Last Week, adaptation cinématographique d'une histoire extraite d'un recueil de  Chimamanda Ngozi Adichie, The Thing Around Your Neck,.
Elle reçoit en 2019 le Prix Medien Patent Verwaltung AG pour son court métrage White Afro au Festival international du film de Locarno.

## Collections
Ses œuvres figurent dans les collections permanentes du Whitney Museum of American Art, du Centre Georges Pompidou, du Fowler Museum, du Yale University Film Study Center, et de l'Indiana University Bloomington..

## Rex Cinéma
En 2013, Akosua Adoma Owusu lance une initiative de financement participatif , réussie, pour sauver un des plus anciens cinémas du Ghana à Accra, le cinéma Rex .
En 2017, Le Guardian annonce qu'elle travaille sur un récit romancé de cette campagne visant à restaurer ce vieux cinéma.

## Filmographie
- 2005, Ajube Kete, (6 min) film 16 mm
- 2006, Tea 4 Two (2 min) 16 mm film
- 2007, Intermittent Delight, (5 min) film 16 mm et vidéo
- 2008, Revealing Roots, (9 min) HD video
- 2008, Boyant: A Michael Jordan in a Speedo is Far Beyond the Horizon, (4 min) Super 8
- 2009, Me Broni Ba, (22 min) film et vidéo
- 2010-11, Drexciya, (12 min) vidéo
- 2012, Split Ends, I Feel Wonderful, (4 min)
- 2013, Kwaku Ananse, (25 min) film
- 2014, Black Sunshine (80 min), transfert de vidéo
- 2015, Bus Nut, (7 min) Super 8, 16 mm transfert de vidéo
- 2016, Reluctantly Queer, (8 min) Super 8 transfert de vidéo
- 2017, On Monday of Last Week, (14 min) Super 8 et vidéo HD
- 2018, Mahogany Too, (3 min)
- 2019, Pelourinho: They Don’t Really Care About Us, (9 min)
- 2019, White Afro, (6 min)
- 2020, King of Sanwi, (7 min)